# Садова Вікторія Вікторівна
Вікторія Вікторівна Садова (*1976) — український журналіст, критик, сценарист, редактор, член Асоціації українських письменників (від 1996). Заступник директора Національного музею-меморіалу жертв окупаційних режимів «Тюрма на Лонцького». Лауреат Премії імені Ірини Калинець (2012)
Працювала в редакціях «Дзвону», «Українського літературознавства», «Шляху перемоги», «Ратуші», "Універсуму, «Світу пригод», «Поступу», Західної інформаційної корпорації (ЗІК).
Авторка публікацій в періодиці (журнали «Жовтень», «Ранок», «Українська жінка», «Авжеж», «Світовид», «Перевал», «Дзвін», «Четвер», «Універсум», «AZ-арт», газети «Ратуша», «Поступ» та сайти різних Інтернет-видань).
У колі зацікавлень — культура, мистецтво, музейництво, захист пам'яток.